# Adam Walaciński
Adam Walaciński (ur. 18 września 1928 w Krakowie, zm. 3 sierpnia 2015 tamże) – polski kompozytor muzyki poważnej, filmowej i teatralnej, publicysta muzyczny i pedagog.

## Życiorys
Studiował w Państwowej Wyższej Szkole Muzycznej w Krakowie w klasie skrzypiec prof. Eugenii Umińskiej, a potem w klasie kompozycji prof. Artura Malawskiego. Studia te jednak porzucił i rozpoczął prywatną naukę u Stefana Kisielewskiego. Dyplom z kompozycji otrzymał dopiero w roku 1974 (w klasie Bogusława Schaeffera). W latach 1948–1956 był skrzypkiem w Krakowskiej Orkiestrze Polskiego Radia. Był członkiem Związku Kompozytorów Polskich. Przez wiele lat współpracował z Polskim Wydawnictwem Muzycznym.
Wykładał na Akademii Muzycznej w Krakowie, z którą jako pedagog związany był od 1972 roku. W roku 1992 otrzymał tytuł profesora. W latach 1973–1981 prowadził seminarium „Muzyka w teatrze” na Wydziale Reżyserii w Państwowej Wyższej Szkole Teatralnej w Krakowie.
W latach sześćdziesiątych rozpoczął współpracę z krakowskim „Dziennikiem Polskim”, w którym do śmierci recenzował koncerty odbywające się w Krakowie, w stałej rubryce zatytułowanej Smyczkiem i pałką. Był redaktorem naukowym działu „Kompozytorzy XX wieku” Encyklopedii Muzycznej PWM. Przez wiele lat współpracował przy edycji Dzieł Wszystkich Karola Szymanowskiego. Swoje teksty o tematyce muzycznej, publikowane na przestrzeni prawie czterdziestu lat w czasopismach, materiałach konferencyjnych i programach koncertowych, wydał w 2002 pod wspólnym tytułem Retrospekcje. Teksty o muzyce XX wieku.
Na początku swojej drogi twórczej związał się jako kompozytor muzyki, z filmem oraz teatrem. Zilustrował muzycznie m.in. słynny serial telewizyjny Czterej pancerni i pies, film Jerzego Kawalerowicza Faraon, a także film Jana Batorego O dwóch takich, co ukradli księżyc. Na początku lat osiemdziesiątych zaprzestał pisania muzyki filmowej, ograniczając swoją twórczość do muzyki poważnej.

## Życie prywatne
Był synem Kazimierza i Katarzyny z d. Bogdanowicz. Miał rodzeństwo. Dnia 16 lipca 1971 zawarł związek małżeński z Anną z d. Jezienicką. Ich potomkiem jest syn, Marek.
Spoczywa na Cmentarzu Rakowickim w Krakowie (Kwatera: XVI, Rząd: 10, Miejsce: 24).

## Nagrody i odznaczenia
(na podstawie materiałów źródłowych)
- Nagroda Państwowa I stopnia, za muzykę do filmu Faraon (1966)
- Nagroda Miasta Krakowa (1976)
- Nagroda Ministra Kultury i Sztuki III stopnia za działalność pedagogiczną (1981)
- Nagroda Związku Kompozytorów Polskich (2003)
- Krzyż Kawalerski Orderu Odrodzenia Polski
- Złoty Krzyż Zasługi
- Złoty Medal „Zasłużony Kulturze Gloria Artis” (2010)[6]
- Odznaka Zasłużony Działacz Kultury
- Wpis do Księgi honorowej zasłużonych ludzi Ziemi Krakowskiej (1985)

## Twórczość

### Muzyka poważna
|  | - „Dwa mazurki à la maniére de Szymanowski na fortepian” (1953) - „Etiuda fortepianowa” (1953) - „Composizione „Alfa” na orkiestrę symfoniczną” (1958) - „Kwartet smyczkowy” (1959) - „Inversioni na fortepian” (1961) - „Intrada dla 7 wykonawców” (1962) - „Canto tricolore [wersja I] na flet, skrzypce i wibrafon” (1962) - „Horyzonty na orkiestrę kameralną” (1962) - „Liryka sprzed zaśnięcia” (1963) - „Sequenze per orchestra con flauto concertante” (1963) - „Concerto da camera na skrzypce i orkiestrę smyczkową” (1964) - „Fogli Volanti kompozycja graficzna na trio smyczkowe” (1965) - „Canzona na wiolonczelę solo, fortepian preparowany i taśmę” (1966) - „Refrains et réflexions na orkiestrę” (1969) - „Allaloa kompozycja graficzna na fortepian z elektroakustyczną transformacją” (1970) - „Notturno 70 na 24 instrumenty smyczkowe, 3 flety i perkusję” (1970) - „Torso na orkiestrę” (1971) - „On peut écouter... na obój, klarnet i fagot” (1971) | - „Efemerydy na skrzypce i orkiestrę” (1978) - „Jeu libre dla 5 wykonawców” (1983) - „Ballada na flet i fortepian (1986) - „Moments musicaux avec Postlude en hommage à I. S. na 2 fortepiany” (1987) - „Drama e burla na orkiestrę symfoniczną” (1988) - „Valsette à la carte na wiolonczelę i kontrabas” (1990) - „Pastorale na skrzypce, flet i obój” (1992) - „Fantasia sopra „Ave Maris Stella” na wiolonczelę” (1997) - „Aria per orchestra” (1998) - „Serenata na obój i trio smyczkowe” (1999) - „Duo per viola e violoncello” (1999) - „Un poco di Schubert na orkiestrę smyczkową” (2001) - „Cinque episodi na trio fortepianowe” (2001) - „Trzy pieśni na sopran, wiolonczelę i fortepian” (2001) - „Symfonie ogrodów na orkiestrę” (2003) - „Intermezzo na wiolonczelę solo” (2003) |

### Muzyka filmowa i teatralna
|  | - Zimowy zmierzch (1956) - Prawdziwy koniec wielkiej wojny (1957) - Spotkania (1957) - Baza ludzi umarłych (1958) - Dezerter (1958) - Małe dramaty (1958) - Pigułki dla Aurelii (1958) - Zamach (1958) - Sygnały (1959) - Zobaczymy się w niedzielę (1959) - Decyzja (1960) - Historia współczesna (1960) - Matka Joanna od Aniołów (1961) | - Dotknięcie nocy (1961) - Czas przeszły (1961) - Odwiedziny prezydenta (1961) - Nad rzeką (1962) - O dwóch takich, co ukradli księżyc (1962) - Pamiętnik pani Hanki (1963) - Ostatni kurs (1963) - Banda (1964) - Barwy walki (1964) - Faraon (1965) - Lenin w Polsce (1965) - Czterej pancerni i pies (1966) - Gdzie jest trzeci król (1966) | - Niewiarygodne przygody Marka Piegusa (1966) - Fatalista (1967) - Twarzą w twarz (1967) - Zwariowana noc (1967) - Ostatnie dni (1969) - Koniec babiego lata (1974) - Dom moich synów (1975) - Zielone, minione... (1976) - Śmierć prezydenta (1977) - Wszyscy i nikt (1977) - Gra o wszystko (1978) - Placówka (1979) |

### Publikacje
- Retrospekcje. Teksty o muzyce XX wieku, Akademia Muzyczna w Krakowie, Kraków 2002